# Sam McCallum
Sam McCallum, né le 2 septembre 2000 à Canterbury, est un footballeur anglais qui évolue au poste d'arrière gauche au Sheffield United.

## Biographie
Né à Canterbury, dans le Kent, McCallum commence sa carrière dans le club amateur du Herne Bay FC (en) avant de rejoindre Coventry City en août 2018,.

### Carrière en club
Avec Conventry City, McCallum fait ses débuts le 13 novembre 2018, en entrant en jeu lors d'une défaite contre Cheltenham Town en EFL Trophy.
S'imposant au fil des saisons comme titulaire indiscutable au poste d'arrière ou piston gauche en League One, il attire alors l'attention de plusieurs clubs de Premier League, dont Liverpool notamment, qui domine alors le football anglais,,.
Mais c'est finalement pour Norwich City que signe McCallum le 31 janvier 2020 avec un montant de transfert estimé à 3 500 000 livres, restant cependant en prêt à Coventry City jusqu'à la fin de la saison,.
Champion et promu en deuxième division avec Conventry dans une saison tronquée par la pandémie de covid-19, il rentre à Norwich, jouant notamment un match d'EFL Cup contre Luton Town.
Le 20 septembre 2020, McCallum est à nouveau prêté à Coventry pour la saison 2020-2021 pour son troisième passage dans le club.
Le 12 juillet 2021, il est prêté à Queens Park Rangers pour la saison à venir.
L'11 juillet 2024, il rejoint Sheffield United.

## Palmarès
| Coventry City - League One - Champion en 2019-20 |